# Prêmio do Mérito Científico
O Prêmio SBC de Mérito Científico destina-se ao sócio efetivo ou fundador da SBC com reconhecida contribuição científica e/ou técnica em uma das várias áreas e especialidades da computação abrangidas pela Sociedade.
O Prêmio possui alta relevância no campo do desenvolvimento científico e tecnológico, tanto a nível nacional quanto internacional. É concedido exclusivamente a profissionais que se destacam por suas significativas contribuições e reconhecido sucesso em suas respectivas áreas das ciências tecnológicas. A seleção dos laureados é realizada por uma rigorosa mesa avaliadora, composta por mestres e doutores. Os premiados são considerados eméritos e reconhecidos por terem alcançado o mais alto nível em seu campo tecnológico, recebendo reconhecimento tanto de seus pares quanto da sociedade. 
O Prêmio é concedido pela SBC durante o Congresso anual da Sociedade, onde é considerado o Premiado do ano um professor coordenador de pesquisas, e mais três premiados em cada categoria. 

## Lista de agraciados
2021
Premiado do Ano: Francisco de Assis Tenório de Carvalho (UFPE)
Outros 3 membros foram igualmente avaliados e premiados neste ano.
2020
Premiado do Ano: Yoshiko Wakabayashi (USP) e Ricardo Augusto da Luz Reis (UFRGS)
Outros 3 membros foram igualmente avaliados e premiados neste ano.
2019
Premiado do Ano: Philippe Olivier Alexandre Navaux (UFRGS)
Outros 3 membros foram igualmente avaliados e premiados neste ano.
2018
Premiado do Ano: André Carlos Ponce de Leon Ferreira de Carvalho (USP) e Augusto Cézar Alves Sampaio (UFPE)
Outros 2 membros foram igualmente avaliados e premiados neste ano.
2017
Premiado do Ano: José Carlos Maldonado (USP - São Carlos)
Outros 3 membros foram igualmente avaliados e premiados neste ano.
2016
Premiado do Ano: Clarisse Sieckenius de Souza (PUC-RIO)
Outros 3 membros foram igualmente avaliados e premiados neste ano.
2015
Premiado do Ano: Teresa Bernarda Ludermir (UFPE)
Outros 3 membros foram igualmente avaliados e premiados neste ano.
2014
Premiado do Ano: Vírgilio Augusto Fernandes Almeida (UFMG)
Outros 3 membros foram igualmente avaliados e premiados neste ano.
2013
Premiado do Ano: Roberto Ierusalimschy (PUC-Rio)
Outros 3 membros foram igualmente avaliados e premiados neste ano.
2012Premiado do Ano: Marco Antônio Casanova (PUC-Rio): Outros 3 membros foram igualmente avaliados e premiados neste ano.
2011Premiado do Ano: Nivio Ziviani (UFMG) e Siang Wun Song (IME-USP e UFABC): Outros 2 membros foram igualmente avaliados e premiados neste ano.
2010Premiado do Ano: Nelson Maculan Filho (UFRJ): Outros 3 membros foram igualmente avaliados e premiados neste ano.
2007Premiado do Ano: Claudio Leonardo Lucchesi (UNICAMP): Outros 3 membros foram igualmente avaliados e premiados neste ano.
2006Premiado do Ano: Imre Simon (IME-USP): Outros 3 membros foram igualmente avaliados e premiados neste ano.
2005Premiado do Ano: Jayme Luiz Szwarcfiter (UFRJ): Outros 3 membros foram igualmente avaliados e premiados neste ano.
2002Premiado do Ano: Carlos José Pereira de Lucena (PUC-Rio): Outros 3 membros foram igualmente avaliados e premiados neste ano.